# The Weeknd
Abęl Makkonen Tesfaye, művésznevén The Weeknd (Toronto, 1990. február 16. –) kanadai énekes, rapper, dalszerző, zenei producer.
2010 végén Tesfaye névtelenül számos dalt töltött fel a YouTube-ra a The Weeknd becenév alatt. 2011 folyamán még 3 mixtape-et adott ki House of Balloons, Thursday, Echoes of Silence címmel, amelyek nagyon sikeresek voltak. 2012-ben kiadott egy válogatásalbumot Trilogy néven. 2013-ban került kiadásra a Kiss Land címre hallgató albuma.
2015-ben tett szert nagyobb ismertségre, ekkor jelent meg második stúdióalbuma, a Beauty Behind the Madness rajta több listavezető dallal, amikből több is helyezést ért el a 2015-ös Billboard 200-as listáján. Abel két Grammy-díjat is nyert. 2016 szeptemberében debütált a Starboy című albuma, ami szintúgy listavezető volt. 2018-ban jelent meg az első középlemeze, a My Dear Melancholy, ahol egy sötétebb stílus figyelhető meg az előző két albummal ellentétben. 2020-ban jelent meg az After Hours című albuma, olyan számokkal, mint a Blinding Lights vagy a Save Your Tears.
2022 elején Tesfaye kiadta a Dawn FM névre hallgató albumát. Twitteren leírta, hogy az album egy új trilógia második része, az After Hours után.
Tesfaye jellegzetes magas fekvésű énekhangjáról, illetve különleges hajviseletéről. 2023-ban bejelentette, hogy következő lemeze után elhagyja a The Weeknd művésznevet.

## Fiatalkora
Tesfaye Kanadában született egyedüli gyermekként etiópiai származású szülőktől, akik az 1980-as években vándoroltak az észak-amerikai országba. Édesapja sokat volt távol, édesanyja Samra Tesfaye pedig sok időt töltött különböző munkahelyeken, így gyerekkora nagy részét nagymamájával töltötte; ezalatt megtanult amharául, illetve többféle zenei stílust megismert, közöttük a soult, a hiphopot, a funkot és az indie rockot. Abel 11 éves korában kezdett marihuánát használni, majd a későbbiekben már kemény drogokat is: MDMA-t, kokaint illetve erős fájdalomcsillapítókat. A művészneve onnan származik, hogy miután otthagyta a gimnáziumot ahova járt, ezt követően "egy hétvégén elment otthonról és soha többé nem ment haza" (a weekend szó magyarul hétvégét jelent). A hiányzó "e" betű Abel nevéből abból adódik, hogy Kanadában már volt egy The Weekend nevű zenekar.

## Magánélete
Abel és Bella Hadid modell 2015-ben alkottak egy párt. A lány Abel In the Night c. videóklipjében is szerepelt.
2016 novemberében bejelentették szakításukat, annak ellenére, hogy mind a ketten szerelmesek voltak a egymásba.
2017 januárjában egy fotós csókolózás közben fotózta le Abel-t Selena Gomezzel, pletykák szerint azóta kapcsolatban állnak. További képek és videók láttak napvilágot, ahol együtt látták őket, azonban ők még nem erősítették meg kapcsolatukat.
Abel  kiadója az XO nevet viseli, az angol nyelvben a "hugs and kisses" (vagyis az ölelés és csók) rövidítése, azonban az előadó esetében másról van szó. Az XO jelentése ugyanis: X mint ecstasy, az O pedig oxycodone.
A 2017-es Billboard zenei díjátadón Abel Selena Gomezzel jelent meg, sőt, még csókolózás közben is lencsevégre kapták őket, azonban pár hónappal később szakítottak.
2018 májusában újból Abel és Bella Hadid kapcsolatával foglalkozott a bulvár, szerelmük nem sokkal ezután megerősítést is nyert a pár részéről, de végül 2019 -ben szakítottak egymással.

## Karrierjének kezdete (2010–2011)
Abel 2010-ben ismerte meg Jeremy Rose producert, akinek volt egy ötlete egy sötét R&B zenei projektre. Kezdetben megpróbálta eljuttatni az ötletet Curtis Santiago zenészhez, de ez nem járt sikerrel. Rose az egyik instrumentálját megmutatta Abelnek, aki a freestyle rappelt rajta. Ez oda vezetett, hogy ketten együtt dolgoztak az albumon. Rose három dalt készített – a What You Need a Loft Music és a The Morning című számokat – és másokat is , amelyeken Abel rappelt, de ezeket végül kidobták. Rose hagyta, hogy Abel megtartsa az általuk gyártott számokat azzal a feltétellel, hogy bekerül a zene készítői közé. 2010 decemberében Abel, színpadi nevén feltöltötte YouTube-ra a What You Need-t, a Loft Music-ot és a The Morning-ot. Személye kezdetben ismeretlen volt. A dalok online figyelemre méltóak voltak, és később a Drake blogbejegyzésébe is bekerültek. A dalok ezt követően különböző médiumokból, köztük a Pitchfork és a The New York Times tudósításokat kaptak. Mielőtt átvették a Weeknd színpadi nevet, a Noise és Kin Kane néven dolgoztak.

Abel a Twitterén említette, hogy kibővített Noise című darabja "egy csomó dalból állt, amelyet salty producerek szivárogtattak ki, és a House of Balloons után leakelődtek ki. Azt mondta, hogy olyan demók voltak, amelyeket tinédzserként írtak, így próbálva ismertséget szerezni. Az EP 10 számból áll, amelyek közül néhány a House of Balloons című válogatását is befolyásolta. Ez EP nem hivatalos de különböző platformokon elérhetőek.
2011. március 21-én Abel önállóan adta ki a House of Balloons című mixtapet. A mixtape alapjait Illangelo és Doc McKinney kanadai producerek alkották. Rose által gyártott számokat is tartalmazta. A producerek nem kaptak kreditet, később kapták csak meg. House of Balloons a zenei kritikusok elismeréssel fogadták. A 2011-es Polaris Zenei Díj tíz kiválasztott jelöltje közé sorolták.
Abel megkezdte az első turnéját Torontoban, első élő fellépése Mod Club-ban történt meg. Drake részt vett az összesen kilencven percig tartó előadás megtekintésében. Drake ezután felkereste Abel-t, és leírta a pár potenciális zenei együttműködésével kapcsolatos ötleteit. Abel különféle fellépéseken kísérte Drake-et, gyakran a kanadai Molson amfiteátrumban tervezett műsorok nyitó fellépéseként lépett fel, valamint megjelent a júliusi második OVO Fest-en. 2011 nyarán Abel négy dallal közreműködött Drake's Take Care-ben, íróként és kiemelt előadóként egyaránt.
Abel az album megjelenése után tartózkodott az interjúkban való részvételtől, a Twitteren keresztüli kommunikáció mellett döntött. Valószínűleg azért, mert a Thursday névre hallgató második mixtape-jéhez jó reklám és hype volt hogy a közönség szinte semmit sem tudott Tesfaye-ről és az életéről. A Thursday mixtape 2011. augusztus 18-án jelent meg.
Egy évvel később a három mixtape együttesen (három extra számmal bővítve) került kiadásra The Weeknd első stúdióalbumaként. A Trilogy-val Tesfaye több lemezkiadó figyelmét is felkeltette.

## Jogi esetek
2015 januárjában volt egy rendőrségi ügye, mikor is megütött egy rendőrt Las Vegasban. 50 óra közmunka volt a büntetése.

## Üzleti ügyek
2016-ban üzleti összeköttetésben volt a Pumával, illetve 2017-ben a H&M-el, ahol is saját kollekciót adott ki.

## Jótékonykodás
2014-ben 50 000 dollárt adományozott egy Torontói egyetemnek, azon belül is egy etióp nyelvet tanító szaknak.
2015-ben egy alapítvánnyal közösen meglátogattak egy gyermekkórházat Atlantában.
A Black Lives Matter nevű alapítványnak 250 000 dollárt adományozott.

## Motiváció
Abel Michael Jacksont, Prince-t és R. Kelly-t említi személyes inspirációiként. Bevallása szerint Jackson zenéje motiválta arra, hogy ő is énekes legyen.
Feldolgozta Michael Jackson híres dalát, a Dirty Diana-t is.

## Albumok

### Stúdióalbumok
- Trilogy (2012)
- Kiss Land (2013)
- [Beauty Behind the Madness]] (2015)
- Starboy (2016)
- My Dear Melancholy, (2018)
- After Hours (2020)
- Dawn FM (2022)
- Hurry Up Tomorrow (2025)

### Válogatások
- The Weeknd in Japan (2018)
- The Highlights (2021)
- The Highlights (Deluxe) (2024)

## Diszkográfia

### House Of Balloons (2011)
- High For This
- What You Need
- House Of Balloons / Glass Table Girls
- The Morning
- Wicked Games
- The Party & The After Party
- Coming Down
- Loft Music
- The Knowing

### Thursday (2011)
- Lonely Star
- Life Of The Party
- Thursday
- The Zone (közr. Drake)
- The Birds Pt. 1
- The Birds Pt. 2
- Gone
- Rolling Stone
- Heaven Or Las Vegas

### Echoes Of Silence (2011)
- D.D.
- Montreal
- Outside
- XO / The Host
- Initiation
- Same Old Song (közr. Juicy J)
- The Fall
- Next
- Echoes Of Silence

### Trilogy (2011)

#### House Of Balloons (9 dal), Thursday (9 dal), Echoes Of Silence (9 dal) +3 dal
- Twenty Eight
- Valerie
- Till Dawn (Here Comes The Sun)

### Kiss Land (2013)
- Professional
- The Town
- Adaptation
- Love In The Sky
- Belong To The World
- Live For (közr. Drake)
- Wanderlust
- Kiss Land
- Pretty
- Tears In The Rain

#### Bővített változat (2013)
- Wanderlust (alternatív verzió)
- Odd Look (közr. Kavinsky)

### Beauty Behind The Madness (2015)
- Real Life
- Losers (közr. Labrinth)
- Tell Your Friends
- Often
- The Hills
- Acquainted
- Can't Feel My Face
- Shameless
- Earned It (Fifty Shades Of Grey)
- In The Night
- As You Are
- Dark Times (közr. Ed Sheeran)
- Prisoner (közr. Lana Del Rey)
- Angel

### Starboy (2016)
- Starboy (közr. Daft Punk)
- Party Monster
- False Alarm
- Reminder
- Rockin
- Secrets
- True Colors
- Stargirl Interlude (közr. Lana Del Rey)
- Sidewalks (közr. Kendrick Lamar)
- Six Feet Under
- Love To Lay
- A Lonely Night
- Attention
- Ordinary Life
- Nothing Without You
- All I Know (közr. Future)
- Die for You
- I Feel It Coming (közr. Daft Punk)

#### Bővített változat (2023)
- Die For You (közr. Ariana Grande) - Remix
- Starboy (közr. Daft Punk, Kygo) - Remix
- Reminder (közr. A$AP Rocky, Young Thug) - Remix

### After Hours (2020)
- Alone Again
- Too Late
- Hardest To Love
- Scared To Live
- Snowchild
- Escape From LA
- Heartless
- Faith
- Blinding Lights
- In Your Eyes
- Save Your Tears
- Repeat After Me (Interlude)
- After Hours
- Until I Bleed Out

#### Bővített változat (2020)
- Nothing Compares - Bonus Track
- Missed You - Bonus Track
- Final Lullaby - Bonus Track
- Save Your Tears (közr. Ariana Grande) - Remix

### Dawn FM (2022)
- Dawn FM
- Gasoline
- How Do I Make You Love Me?
- Take My Breath
- Sacrifice
- A Tale By Quincy
- Out of Time
- Here We Go... Again (közr. Tyler, the Creator)
- Best Friends
- Is There Someone Else?
- Starry Eyes
- Every Angel is Terrifying
- Don't Break My Heart
- I Heard You're Married (közr. Lil Wayne)
- Less Than Zero
- Phantom Regret by Jim

#### Bővített változat ("Alternate World") (2022)
- Swedish House Mafia - Moth To A Flame (közr. The Weeknd)
- Dawn FM - OPN Remix
- How Do I Make You Love Me? - Sebastian Ingrosso, Salvatore Ganacci Remix
- Sacrifice (közr. Swedish House Mafia) - Remix
- Out Of Time (közr. KAYTRANADA) - Remix
- Best Friends (közr. Summer Walker) - Remix
- Starry Eyes (közr. MIKE DEAN) - Remix
- Take My Breath - Single Version

### Hurry Up Tomorrow (2025)
- Wake Me Up (közr. Justice)
- Cry For Me
- I Can't Fucking Sing
- São Paulo (közr. Anitta)
- Until We're Skin & Bones
- Baptized In Fear
- Open Hearts
- Opening Night
- Reflections Laughing (közr. Travis Scott, Florence + The Machine)
- Enjoy The Show (közr. Future)
- Given Up On Me
- I Can't Wait To Get There
- Timeless (közr. Playboi Carti)
- Niagara Falls
- Take Me Back To LA
- Big Sleep (közr. Giorgio Moroder)
- Give Me Mercy
- Drive
- The Abyss (közr. Lana Del Rey)
- Red Terror
- Without A Warning
- Hurry Up Tomorrow

## Fordítás
- Ez a szócikk részben vagy egészben  a   The Weeknd című angol Wikipédia-szócikk fordításán alapul.  Az eredeti cikk szerkesztőit annak laptörténete sorolja fel. Ez a jelzés csupán a megfogalmazás eredetét és a szerzői jogokat jelzi, nem szolgál a cikkben szereplő információk forrásmegjelöléseként.